# رضا علیجانی
رضا علیجانی (زاده ۱۳۴۱ در قزوین) روزنامه‌نگار، نویسنده، فعال سیاسی عضو شورای فعالان ملی مذهبی و سردبیر نشریه توقیف شده ایران فردا است. در سال ۱۳۸۰ سازمان گزارش‌گران بدون مرز علیجانی را، که در سال پیش از آن نیز از نامزدهای روزنامه‌نگار برگزیده سال جهان بود، به این عنوان برگزید.

## زندگی

### پیش از انقلاب
رضا علیجانی در یک خانواده متوسط و مذهبی در قزوین به دنیا آمد. در حالی که در طول دوران تحصیل از شاگردان ممتاز محسوب می‌شد، از سال سوم ابتدایی مطالعات غیر درسی را با عضویت در کانون پرورش فکری کودکان و نوجوانان و نیز شرکت در جلسات مذهبی (قرآن، کتاب‌خوانی و…) آغاز کرد. در اوان نوجوانی با آثار علی شریعتی آشنا شد و از آن پس تحت تأثیر آرا و افکار وی قرار گرفت. فضای فرهنگی ـ مذهبی ـ سیاسی خویشان و آشنایان نیز باعث جذب او به فعالیت‌های سیاسی شد. این فعالیت‌ها با شرکت در جلسات فکری ـ سیاسی و پخش جزوه‌ها و اعلامیه‌های سیاسی در ارتباط با برخی گروه‌های سیاسی (محلی و کشوری)، تشدید شد. همین امر باعث دستگیری و بازداشت موقت وی (همراه با دو نفر دیگر) در سال ۱۳۵۷ توسط شهربانی قم به جرم حمل یک ساک اعلامیه‌های سیاسی در آن شهر گردید.

### پس از انقلاب

#### دهه۱۳۶۰
علیجانی پس از انقلاب نیز به فعالیت فکری ـ سیاسی خود، به‌ویژه در رابطه با گروه پیشتازان (که یک گروه شهری الهام‌گرفته از افکار شریعتی و منتقد قدرت مستقر پس از انقلاب بود)، ادامه داد. همکاری وی با پیشتازان، با مشارکت در تهیه مطالب نشریات و جزوات، کلاس‌های بحث فرهنگی به‌ویژه در رابطه با آثار شریعتی، تدریس عربی و…؛ روزافزون شد و به تدریج نقش فعال‌تری در شاخه ایدئولوژی گروه مذکور ایفا کرد. وی همزمان با حوادث آغازین سال ۱۳۶۰ از قزوین خارج شد و با مراجعه مأموران کمیته برای دستگیری‌اش، از آن پس زندگی نیمه‌پنهانی خود را در تهران آغاز نمود (وی در سال ۱۳۶۲ یک بازداشت اتفاقی و کوتاه مدت را تجربه کرد). علیجانی در این دوران، به‌طور تمام‌وقت با گروه جانشین پیشتازان، یعنی موحدین انقلابی، که فعالیت گسترده‌تری داشت، در حوزه‌های مختلف (انتشاراتی و آموزشی، به ویژه شاخه ایدئولوژی جریان مزبور) همکاری داشت. پس از دستگیری گسترده فعالان این گروه در سال ۱۳۶۴، زندگی تماماً مخفی خود را آغاز کرد و همراه برخی از دوستان‌اش (مانند تقی رحمانی و…) به تداوم حرکت تشکل مزبور همت گماشت. این حرکت با دستگیری فعالان این جریان در سال ۱۳۶۵ به پایان رسید. علیجانی نیز در این برخورد دستگیر شد و پس از بازجویی در بازداشتگاه کمیته مشترک به زندان اوین فرستاده شد و پس از حدود چهار سال از زندان آزاد شد. از آن پس با انتخاب زندگی و مشی علنی، وارد مرحله جدیدی از زندگی‌اش شد. او در این دوره به همکاری، ارسال مقاله و…، در رابطه با کتاب‌های ویژه‌نامه سالگرد شریعتی (میعاد با علی) و مجلات و نشریات (هم‌چون ایران فردا، فرهنگ توسعه و…) پرداخت. وی پس از مدتی، به دعوت حسن یوسفی اشکوری، عضو سرویس نظر و اندیشه مجله ایران فردا و سپس دبیر این سرویس و آنگاه دبیر تحریریه مجله ایران فردا گردید.

#### دهه ۱۳۷۰
علیجانی از سال ۷۶ به بعد، سردبیری مجله ایران فردا را بر عهده داشت. این مجله به تدریج از دوماهنامه به ماهنامه و دوهفته‌نامه تبدیل گردید. وی در این مدت به نگارش مقالات فکری، فرهنگی، و سیاسی در ایران فردا و دیگر نشریات ادامه داد. او در سال ۱۳۷۵، با همفکری تقی رحمانی، پیشنهاد تأسیس دفتر پژوهش‌های فرهنگی شریعتی را با حسن یوسفی اشکوری که خود نیز چنین هدفی را در نظر داشت، در میان نهاد. آنگاه وی نیز همراه با عده‌ای از روشنفکران مذهبی متأثر از شریعتی جزء مؤسسین دفتر پژوهش‌های شریعتی قرار گرفت و در پیشبرد فعالیت‌های آن مشارکت نمود. در این مدت به تشکیل کلاس‌های «شریعتی‌شناسی» در دفتر پژوهش‌ها پرداخت. (این کلاس‌ها پس از تشکیل بیش از چهل جلسه با دستگیری وی در سال ۱۳۷۹ ناتمام ماند). محصول این کلاس‌ها ۲۲ جزوه شریعتی‌شناسی بود که توسط دفتر پژوهش‌ها منتشر گردید و سپس برخی از آن‌ها به صورت کتاب چاپ شد. علیجانی در نیمه دوم دهه هفتاد یکی از فعالان مجموعه نیروهای ملی ـ مذهبی بوده‌است. وی در این مدت در فعالیت‌های مختلف این جریان در تهران، شهرستان‌ها، دانشگاه‌ها و… مشارکت داشت و در تهیه بیانیه‌های این جریان نیز ایفای نقش می‌نمود. (در اثر برخی مقالات و مصاحبه‌های رادیویی، بازماندگان باند سعید امامی در سال ۱۳۷۸، در امتداد قتل‌های زنجیره‌ای، وی را تهدید به قتل کردند). او در این مدت به همراه برخی دوستان دیگرش (هدی صابر، تقی رحمانی و…) یکی از فراکسیون‌های فعال درونی جریان ملی ـ مذهبی را تشکیل می‌دادند، که ارتباط نزدیکی با محافل دانشجویی و شهرستانی داشت. این فراکسیون علاوه بر تحلیل و فعالیت‌های سیاسی، به تحلیل و فعالیت‌های فرهنگی و تئوریک نیز اهتمام می‌ورزید. پس از دستگیری مهندس سحابی و هدی صابر، علیجانی نیز در سال ۱۳۷۹ بازداشت شد. بخش عمده‌ای از این بازداشت یک ساله به مدت شش ماه و نیم در زندان انفرادی گذشت. وی در انفرادی یک کار پژوهشی روی قرآن، تنها کتابی که همراه مفاتیح در آنجا وجود داشت، آغاز کرد. (نتیجه این پژوهش پس از آزادی از زندان به صورت کتابچه‌ای تحت عنوان «متن، اثر، سند» در سطح محدودی بین دوستان و صاحب نظران منتشر گردید).

#### دهه۱۳۸۰
در سال ۱۳۸۰ سازمان گزارش‌گران بدون مرز علیجانی را، که در سال گذشته نیز از نامزدهای روزنامه‌نگار برگزیده سال جهان بود، به این عنوان برگزید. علیجانی پس از آزادی از زندان در سال ۱۳۸۰ به فعالیت‌های فکری و فرهنگی خود با تشکیل جلسات ادواری در خانه‌ها، به علت پلمپ شدن دفتر پژوهش‌های فرهنگی شریعتی توسط دادگاه انقلاب، ادامه داد. محصول این جلسات به صورت جزوه و کتاب منتشر شد. وی در این دوران نیز فعالیت‌های سیاسی خود را در ارتباط با جریان ملی ـ مذهبی ادامه داد؛ و در همین فاصله همراه با دوستان دیگرش، به همکاری آموزشی فکری ـ سیاسی نزدیک‌تری با جمعی از دانشجویان و جوانان پرداخت. در سال ۱۳۸۲ وی و دیگر دوستان‌اش مجدداً بازداشت گردیدند. در مدت بازداشتش که این بار دو سال طول کشید، طرح پژوهشی‌اش دربارهٔ قرآن را به دیگر متون مقدس (ریگ‌ودا، اوپانیشادها، اوستا، عهد قدیم و عهد جدید) گسترش داد. وی محصول فکری آخرین زندان‌هایش را نگاه «تاریخی ـ الهامی» به متون مقدس می‌داند که از ورای درک و دریافت «دوصدایی بودن متون مقدس» برای انسان جدید، بدان باور رسیده‌است. پس از آزادی از زندان در سال ۱۳۸۴، وی به فعالیت فکری نواندیشانه مذهبی، در کنار دیگر دوستان و همفکران‌اش در چارچوب دفتر پژوهش‌های فرهنگی شریعتی که تجدید حیات و حرکت کرد، ادامه داد. هم‌چنین در حوزه فعالیت‌های سیاسی ـ اجتماعی نیز به همراهی با جریان ملی ـ مذهبی پرداخت. اما پرونده اول وی در رابطه با فعالیت‌های سیاسی با جریان ملی ـ مذهبی در دادگاه انقلاب با محکومیت اولیه شش سال هنوز مفتوح بود. وی در این دوران سلسله کلاس‌های زن در متون مقدس (به عنوان یکی از محورهایی که وی در رابطه با این متون در زندان آخرش به مطالعه و پژوهش پرداخته بود) را در سالن کتابخانه حسینیه ارشاد برگزار کرد. محصول این کلاس‌ها ۲۱ جزوه زن در متون مقدس بود که برخی از آن‌ها بعداً به صورت کتاب نیز منتشر گردید.

#### ۱۳۸۸
در دوران انتخابات ریاست جمهوری سال ۱۳۸۸؛ علیجانی به موازات همکاری با شورای فعالان ملی ـ مذهبی به همراه عده‌ای دیگر در پیگیری رویکرد «مطالبه محور» با انتخابات پیش روی فعالیت نمود و در تهیه بیانیه‌های آن مشارکت داشت. در دوران پس از آخرین زندان مدت دارش؛ علاوه بر کلاس‌های زن در متون مقدس با عده‌ای از نواندیشان دینی جلساتی ادواری برای بحث و گفتگو دربارهٔ مهم‌ترین مسائل فرهنگی داشت. عده زیادی از اعضای آن جلسه هم‌اکنون در مهاجرت در خارج از کشور به سر می‌برند. یک روز پس از انتخابات ریاست جمهوری سال ۱۳۸۸ و با سرآغاز جنبش سبز، علیجانی بازداشت کوتاه مدتی را تجربه نمود. پس از آن نیز علاوه بر مشارکت در حرکت اعتراضی جنبش سبز، به همراه جریان ملی ـ مذهبی به فعالیت‌هایش ادامه داد؛ فعالیت‌هایی که هر روز مجال آن تنگ‌تر و تنگ‌تر می‌شد. در همین دوران بحث لزوم فعال شدن جریان ملی ـ مذهبی در خارج از کشور و شنیده شدن صدای آنان در زمانی که در داخل دیگر امکان فعالیت علنی زیادی برای آن‌ها باقی نمانده‌است در طیف نزدیک به مهندس سحابی مورد بحث و تأکید قرار گرفت. مهندس سحابی این امر را «مهاجرت» ی که در منابع دینی مورد توجه قرار گرفته تلقی می‌نمود و بالاخره در اواخر سال ۱۳۸۹ با بازداشت هدی صابر وی در معرض بازداشت جدیدی قرار گرفت. بدین ترتیب علیجانی پس از چند روز زندگی مخفی در نخستین روزهای سال ۱۳۹۰ از مرزهای غربی از کشور خارج شد و پس از اقامت کوتاهی در کردستان عراق عازم فرانسه گردید. وی از تابستان ۱۳۹۰ مقیم شهر پاریس در فرانسه گردیده و فعالیت‌های سیاسی و فکری اش را در خارج از کشور از جمله با مشارکت در تجدید سازمان سایت ملی- مذهبی و همکاری فعال با آن به مدت دو سال و نیز مشارکت در تشکیل کنشگران ملی- مذهبی خارج از کشور ادامه داده‌است.

## کتاب‌ها
- ع‍ل‍ی‍ج‍ان‍ی‌، رض‍ا، ارزیابی اجمالی و سرمشق‌های نواندیشی دینی، [بی جا]: [بی نا]‏‫، [۱۳].‬
- آیندۀ اسلام در ایران، به کوشش رضا علیجانی، لس آنجلس: نشر آسو، ۱۴۰۱.
- دربارۀ خشونت:‌ چهار گفتگو، گفتگوی محمد حیدری با رضا علیجانی، کاظم کردوانی، عبدی کلانتری، عمار ملکی، لس‌آنجلس: نشر آسو‏‫، ۱۳۹۸.‬
- علیجانی، رضا، الهام‌گیری در هم‌وضعیتی: برخورد وجودی با حسین و عاشورا[یادداشت ۱]، تهران: شرکت انتشارات قلم، ‏‫۱۳۸۷.‬‬
- ع‍ل‍ی‍ج‍ان‍ی‌، رض‍ا، ان‍ق‍لاب‌ ن‍ام‍رئ‍ی‌ ای‍ران‌، ۲ ج، ت‍ه‍ران‌: س‍رای‍ی‌، ۱۳۸۲.
- ع‍ل‍ی‍ج‍ان‍ی‌، رض‍ا، ای‍دئ‍ول‍وژی‌؛ ض‍رورت‌ ی‍ا پ‍ره‍ی‍ز و گ‍ری‍ز؟، ت‍ه‍ران‌: چ‍اپ‍خ‍ش‌‏‫، ۱۳۸۰.‬
- ع‍ل‍ی‍ج‍ان‍ی‌، رض‍ا، ای‍دئ‍ول‍وژی‌ ع‍ل‍ی‍ه‌ ای‍دئ‍ول‍وژی‌، ت‍ه‍ران‌: ق‍ل‍م‌‏‫، ۱۳۸۰.‬
- ع‍لی‍ج‍ان‍ی‌، رض‍ا،ب‍دف‍ه‍ی‌ ی‍ک‌ ت‍وج‍ی‍ه‌ ن‍ام‍وف‍ق‌: ب‍ررس‍ی‌ ت‍ح‍ل‍ی‍ل‍ی‌-ان‍ت‍ق‍ادی‌ ن‍ظریۀ ام‍ت‌-ام‍ام‍ت‌ دک‍ت‍ر ش‍ری‍ع‍ت‍ی‌، ت‍ه‍ران‌: ک‍وی‍ر، ۱۳۸۴.
- ع‍ل‍ی‍ج‍ان‍ی‌، رض‍ا، چهار پرسش از دوستداران و منتقدان شریعتی: واکاوی نظریۀ امت و امامت دکتر شریعتی[یادداشت ۲]، ‏‫تهران‬: شرکت انتشارات قلم، ‏‫۱۳۸۸.‬‬
- ع‍ل‍ی‍ج‍ان‍ی‌، رض‍ا، جامعۀ مدنی به زبان ساده، ‏‫‏‏تهران: قلم‏‫، ‏‫‏‏۱۳۸۸.‬
- ع‍ل‍ی‍ج‍ان‍ی‌، رض‍ا، داستان ایدئولوژی و ایدئولوژی‌ستیزی در ایران، تهران: قلم‏‫، ۱۳۸۸.‬‬
- ع‍ل‍ی‍ج‍ان‍ی‌، رض‍ا، رن‍د خ‍ام‌: ش‍ری‍ع‍ت‍ی‌ش‍ن‍اس‍ی‌، ت‍ه‍ران‌: ن‍ش‍ر ش‍ادگ‍ان‌‏‫‏‏‏، ۱۳۸۰؛ ت‍ه‍ران‌: قلم‏‫، ۱۳۸۷.
- ع‍ل‍ی‍ج‍ان‍ی‌، رض‍ا، شریعتی‌شناسی، [تهران]: یادآوران، ‏‫‏‏۱۳۸۲.
- ع‍ل‍ی‍ج‍ان‍ی‌، رض‍ا، سه شریعتی در آینۀ ذهن ما: اسلام‌گرایی انقلابی، متفکر مصلح، رند عارف[یادداشت ۳]، تهران: شرکت انتشارات قلم‏‫، ‏‫۱۳۸۹.‬‬‬
- ع‍ل‍ی‍ج‍ان‍ی‌، رض‍ا، ش‍ری‍ع‍ت‍ی‌، راه‌ ی‍ا ب‍ی‍راه‍ه‌؟، ت‍ه‍ران‌: ق‍ل‍م‌، ۱۳۸۱.
- ع‍ل‍ی‍ج‍ان‍ی‌، رض‍ا، ش‍ری‍ع‍ت‍ی‌ و س‍اواک‌: م‍روری‌ ت‍ح‍ل‍ی‍ل‍ی‌ ب‍ر س‍ه‌ ج‍ل‍د اس‍ن‍اد س‍اواک‌ درب‍ارۀ دک‍ت‍ر ش‍ری‍ع‍ت‍ی‌[یادداشت ۴]، ت‍ه‍ران‌: ک‍وی‍ر، ۱۳۸۲.
- ع‍ل‍ی‍ج‍ان‍ی‌، رض‍ا، شریعتی و غرب، تهران: قلم‏‫، ‏۱۳۸۸.‬
- ملی‌مذهبی، گرایش یا نهاد: گفتارهایی در تبیین مفهوم و جایگاه نیروهای ملی مذهبی، گفتارهایی از محمد بسته‌نگار، حبیب‌الله پیمان، محمد توسلی، سعید درودی، تقی رحمانی، رضایی، احمد زیدآبادی، عزت‌الله سحابی، هدی صابر، رضا علیجانی، سعید مدنی، ابراهیم یزدی، حسن یوسفی اشکوری، تهران: برگی دگر‏‫، ۱۳۹۰.‬
- میزگرد زن در آیین زرتشتی، با حضور اردشیر خورشیدیان، شهلا لاهیجی، رضا علیجانی، [بی جا]: [بی نا]، ۱۳۸۶.
- ع‍ل‍ی‍ج‍ان‍ی‌، رض‍ا، ن‍وگ‍رای‍ی‌ دی‍ن‍ی‌: ن‍گ‍اه‍ی‌ از درون‌، ت‍ه‍ران‌: ان‍ت‍ش‍ارات‌ ان‍س‍ان‌، ۱۳۸۰.
- ‏‫چالش‌های زیست اخلاقی، گفتگوی غلامعلی صفاریان با حبیب‌الله پیمان، محمد توسلی، سروش دباغ، امیر رضایی، عزت‌الله سحابی، احسان شریعتی، علی طهماسبی، رضا علیجانی، علی قاسمی، حسن محدثی و مصطفی ملکیان‮‬‏‫، تهران: انتشارات قلم‏‫، ۱۳۹۴.‮‬‬
- فرهنگنامۀ علوم انسانی، مؤلفان: احسان اشراقی، رضا داوری اردکانی، سعید زاهد، علی شریعتمداری، رضا علیجانی، علیمحمد کاردان، دره میرحیدر، رضا نیلی‌پور، لطف‌الله یارمحمدی، بازبینی، تنظیم و مقدمه لطف‌الله یارمحمدی، تهران: دانشگاه تهران، مؤسسۀ انتشارات و چاپ‏‫، ۱۳۸۸.
- ع‍ل‍ی‍ج‍ان‍ی‌، رض‍ا، زن در متون مقدس: زن در آیین مسیحیت، تهران: روشنگران و مطالعات زنان، ۱۳۸۹.‬
- ع‍ل‍ی‍ج‍ان‍ی‌، رض‍ا، زن در متون مقدس‏‫: زن در آیین یهود، تهران‏‫: روشنگران و مطالعات زنان‏‫، ۱۳۸۹.
- ع‍ل‍ی‍ج‍ان‍ی‌، رض‍ا، زن در متون مقدس: زن در آیین هندو و زرتشت، تهران: روشنگران و مطالعات زنان، ۱۳۸۸.